# Uschi Bauer
Pour les articles homonymes, voir Bauer.
Uschi Bauer, nom de scène de Renate Slovik épouse Remmelt (née le 1er octobre 1950 à Munich) est une chanteuse et yodeleuse allemande.

## Biographie
Enfant, elle apprend le piano au conservatoire Richard-Strauss de Munich. Elle travaille comme sténodactylographe et participe à un concours de chant dans les années 1970. Uschi Bauer est mariée à Viktor Remmelt depuis 1970 et vit à Beutelsbach en Basse-Bavière.
En 1978, son premier album Ein Lied aus Tirol und 11 weitere Jodelerfolge paraît. En 1986, elle participe au Grand Prix der Volksmusik avec la chanson Der Zaubersee composée par Herlinde Grobe, mais ne parvient pas à atteindre la finale. L'année suivante, elle remporte la 3e place du Grand Prix der Volksmusik avec Hand aufs Herz puis prend la 13e place en 1988 avec I bin a Wetterfrosch.
Uschi Bauer a son plus grand succès en 1988 avec la chanson Die Kleine Bergkirche (Ave Maria), pour laquelle elle reçoit un double disque de platine en 2002 dans l'émission télévisée Musikantenscheune.
Le 1er décembre 2019, elle participé à The Voice Senior sous son nom d'épouse.
Le 13 octobre 2020, elle établit un record du monde de « yodel rapide » dans l'émission Heimat der Rekorde, sur la BR Fernsehen Avec 24 tons yodel en une seconde, elle fait mieux que Peter Hinnen en 1992, de deux tons.
En 2021, elle participe à la 15e saison de Das Supertalent et atteint les demi-finales en direct.